# Artur Rodrigues Consolado
Artur Aurélio Teixeira Rodrigues Consolado ComA • GOA (Lisboa, 15 de setembro de 1932) é um almirante da Marinha Portuguesa que, entre outras funções, foi ministro da República para a Região Autónoma da Madeira.
Anteriormente desempenhou funções como Juiz Militar do Supremo Tribunal Militar, tendo sido agraciado com diversos louvores e condecorações, destacando-se as condecorações de Cruz de Segunda Classe com Distintivo Branco a 27 de janeiro de 1970 e de Cruz de Primeira Classe com Distintivo Branco a 30 de agosto de 1973 da Ordem do Mérito Naval de Espanha, de Comendador a 30 de setembro de 1983 e de Grande-Oficial a 18 de janeiro de 1986 da Ordem Militar de São Bento de Avis de Portugal e de Grande-Oficial da Ordem do Mérito Naval do Brasil a 14 de março de 1990.